# M86 (天体)
座標:  12h 26m 12s, +12° 56′ 45″
M86（NGC 4406）はおとめ座にあるレンズ状銀河である。

## 概要
M84の近くにあり、周囲にはNGC 4435、NGC 4438、NGC 4402、NGC 4387、NGC 4388などの銀河が大口径の望遠鏡を使うと見えてくる。特に、NGC 4435、NGC 4438、NGC 4461、NGC 4473、NGC 4477、NGC 4459、NGC 4474、M88までは銀河が一連の流れを作っているように見え、これはマルカリアンの鎖 (Markarian's Chain) とも呼ばれている。口径40cmの望遠鏡ではナンバリングされていない多数の銀河も見えてくる。
双眼鏡でぎりぎり見える対象だが、恒星状にしか見えない。口径10cmの望遠鏡でM84との違いが分かってくる。口径20cmで核の存在や、周囲の銀河が見え始める。M86は明るい核が目立つ。M84に比べてやや大きいが淡い印象を受ける。南北に長い楕円形をしている。
M86はメシエ天体の中でもっとも大きな青方偏移を示している天体であり、毎秒244kmの速さで我々に近づいている。また、X線天文衛星チャンドラによってこの銀河からはぎ取られたと考えられるガスが、M86から20万光年にわたって薄く長く尾のように伸びている様子が観測されている。これはM86がおとめ座銀河団の中心に向かって強くひっぱられているためだと考えられている。

## 観測史
1781年にシャルル・メシエによって発見された。メシエはM84と同じような外観であるとしている。